# 13724 Schwehm
13724 Schwehm este un asteroid din centura principală de asteroizi.

## Descriere
13724 Schwehm este un asteroid din centura principală de asteroizi. A fost descoperit pe 27 august 1998 la Stația Anderson Mesa în cadrul programului LONEOS. Asteroidul prezintă o orbită caracterizată de o semiaxă mare de 2,34 ua, o excentricitate de 0,19 și o înclinație de 1,3° în raport cu ecliptica.